# Sheffield (Ohio)
Sheffield is een plaats (village) in de Amerikaanse staat Ohio, en valt bestuurlijk gezien onder Lorain County.

## Demografie
Bij de volkstelling in 2000 werd het aantal inwoners vastgesteld op 2949.
In 2006 is het aantal inwoners door het United States Census Bureau geschat op 3465, een stijging van 516 (17,5%).

## Geografie
Volgens het United States Census Bureau beslaat de plaats een oppervlakte van
28,0 km², geheel bestaande uit land.

## Plaatsen in de nabije omgeving
De onderstaande figuur toont nabijgelegen plaatsen in een straal van 12 km rond Sheffield.